# Sintula criodes
Sintula criodes là một loài nhện trong họ Linyphiidae.
Loài này thuộc chi Sintula. Sintula criodes được Tord Tamerlan Teodor Thorell miêu tả năm 1875.